# Hattpartiet

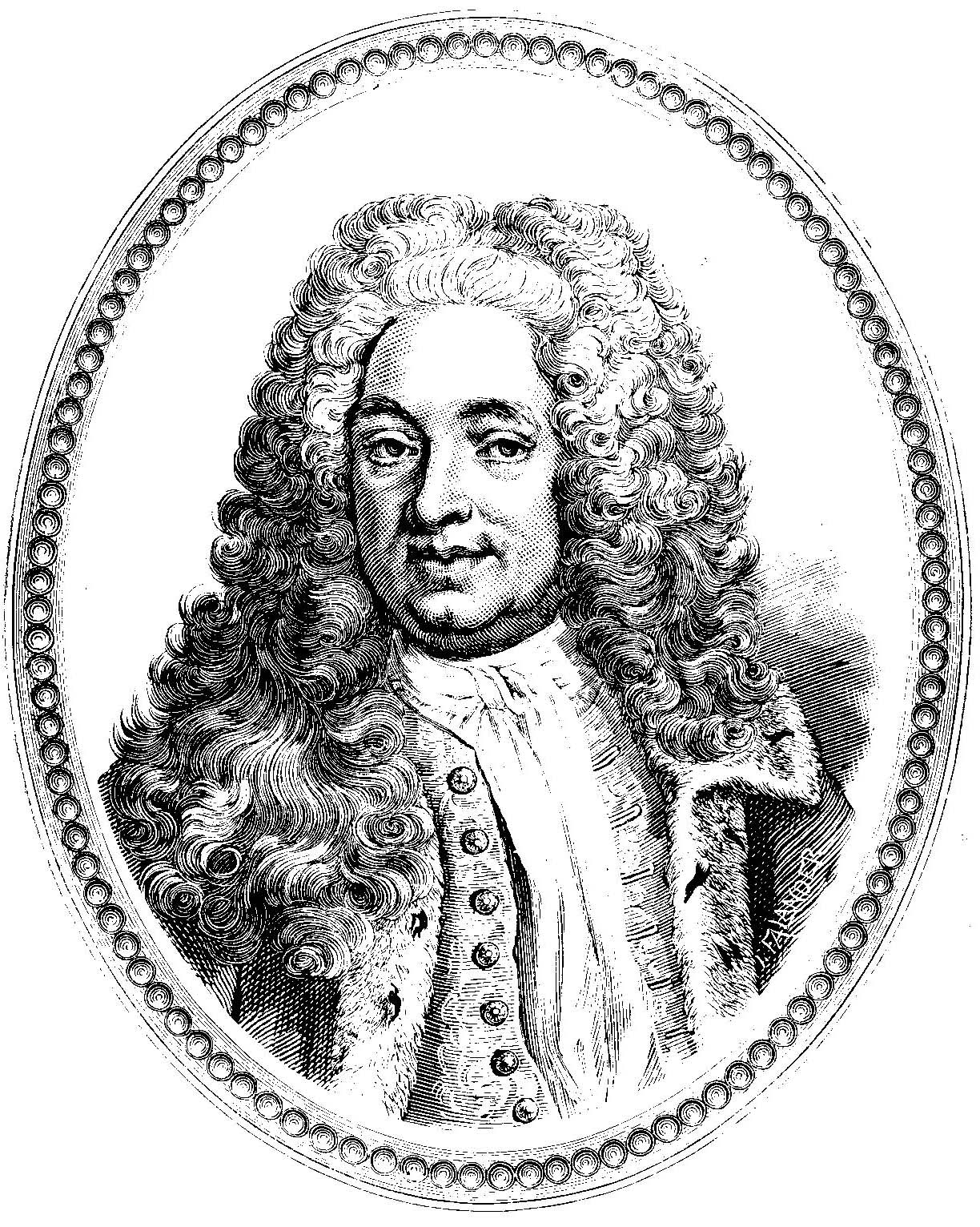
Carl Gyllenborg (1679–1746)

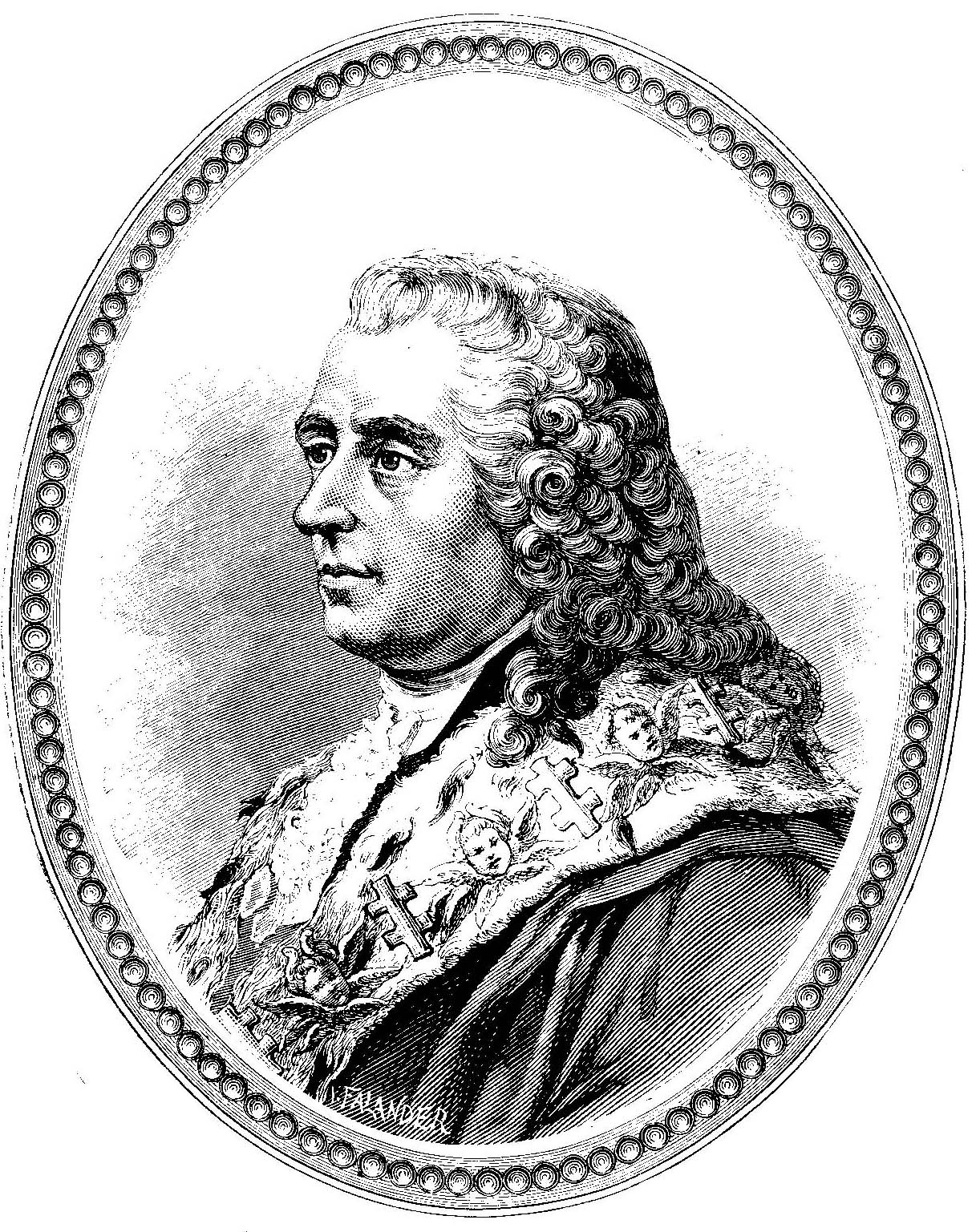
Carl Gustaf Tessin (1695–1770)

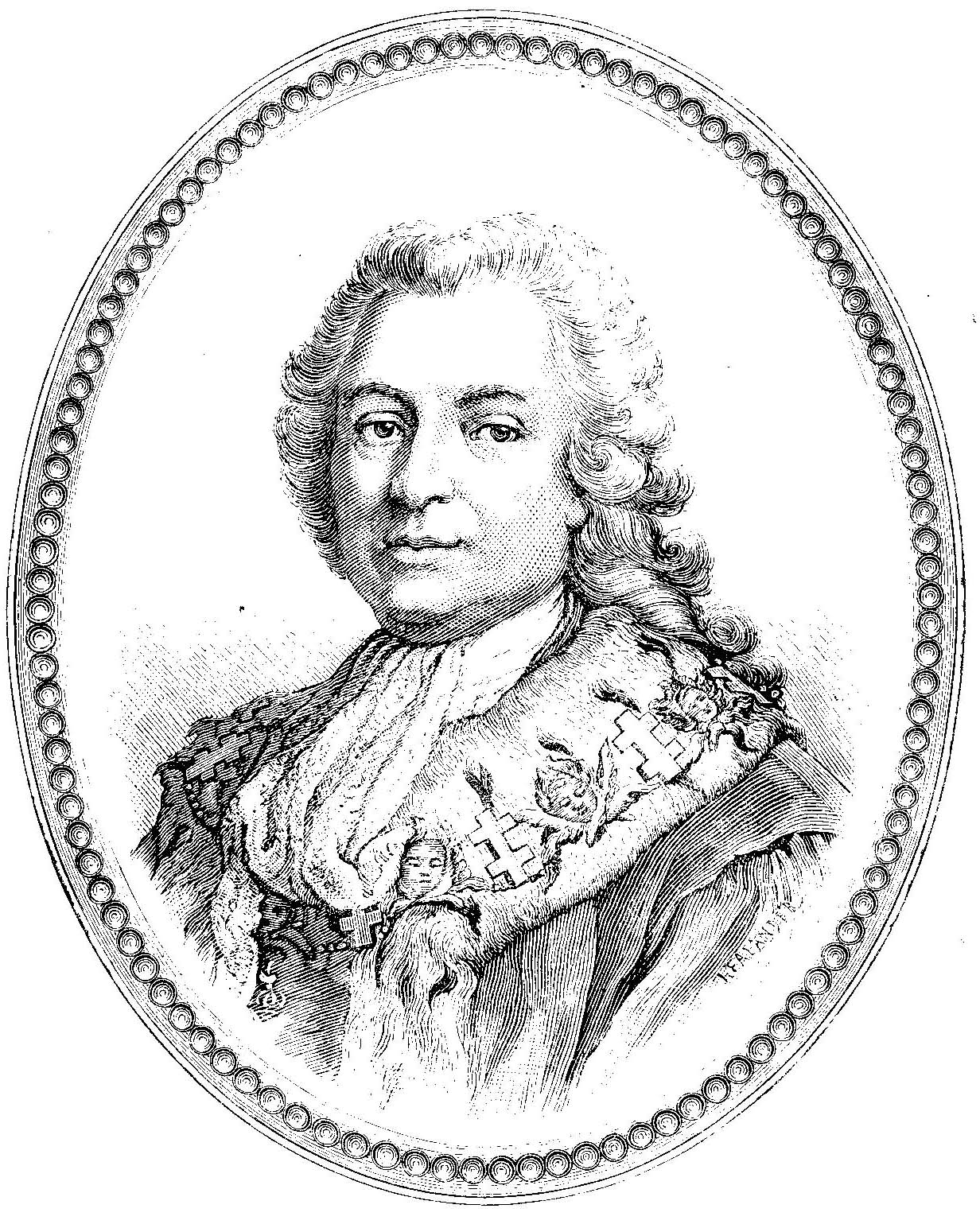
Anders Johan von Höpken (1712–1789)

Hattpartiet (partia kapeluszy) – powstała w Szwecji, gdy rozpoczęła się tzw. Era wolności, po śmierci Karola XII. Założył ją Daniel Niklas von Höpken. Partia kapeluszy nie była partią w dzisiejszym tego słowa znaczeniu, gdyż jej nazwa była jedynie potoczna i nie miała spisanego statutu. Jej stronnicy dążyli do maksymalnego uniezależnienia Szwecji od wpływów zwycięskiej Rosji, przez sojusz z Francją.
Zaczątkiem partii kapeluszy była działająca w latach dwudziestych "Partia Holsztyńska", której członkowie nie akceptowali wyboru młodszej siostry Karola XII Ulryki Eleonory na królową Szwecji.
Najsłynniejszymi liderami stronnictwa byli:
- Carl Gyllenborg (1679-1746),
- Anders Johan von Höpken (1712-1789),
- Carl Gustaf Tessin (1695-1770),
- Axel von Fersen,
- Claes Ekeblad.

Ich przeciwnikiem był prorosyjski Arvid Horn i jego następcy, przewodzący ugrupowaniu znanemu jako  "partia czapek" (Mösspartiet). W roku 1738 partia kapeluszy odniosła znaczne zwycięstwo i Arvid Horn musiał odejść z polityki.